# 鄧哈托峰
84°20′S 178°52′E / 84.333°S 178.867°E
鄧哈托峰（英語：Den Hartog Peak）是南極洲的山峰，位於杜費克海岸，處於伍道爾峰東南面6公里的拉姆西冰川終點西部，由美國探險隊發現和拍攝照片，以冰川學家命名。